# Danmark, Uppsala kommun
För andra betydelser, se Danmark (olika betydelser).
Danmark är sedan 2015 en tätort i Uppsala kommun och kyrkbyn i Danmarks socken.

## Namnet
Ortens namn har sannolikt inget med landet Danmark att göra och är i modern tid en källa till förvirring. Enligt Svenskt ortnamnslexikon kan namnet bestå av det dialektala ordet dan(k) 'sankmark' och mark 'gräns(skog)'. Det skulle kunna syfta på områden mot gränsen mellan Folklanden Tiundaland och Attundaland.

## Historia
Danmarks by omtalas i skriftliga källor första gången 1291 ("in villa Danmarcum"). Uppsala domkyrka hade redan på 1280-talet köpt in jord i Danmarks by, som man dock 1291 bytte bort till dekanen Nils. 1316 hade domkyrkan tre landbor i Danmarksby. 1540–1568 omfattade byn 1½ mantal kyrkojord, 2 mantal tillhöriga Uppsala domkyrka, ett arv och eget-mantal tillhörigt Gustav Vasa (indraget från domkyrkan till Hinse Olofsson 1536 och tillfallet Gustav Vasa 1538) samt fem mantal frälse, varav ett tillfaller kungahuset som arv och eget 1561.
1969–1970, i samband med byggnationen av motorvägen mellan Arlanda och Uppsala, undersöktes byns gårdsgravfält (RAÄ 100 Bondkyrka), och 1972–1975 anordnade arkeologiska institutionen vid Uppsala universitet återkommande utgrävningar vid gravfältet, varvid ett tjugotal gravar och ett femtiotal andra anläggningar som härdar och bautastenar undersöktes. Gravfältet var uppodlat och överplöjt, och flera gravar skadade, men gav dock rikligt med fynd, främst från folkvandringstiden, bland annat ett antal agraffknappar i förgyllt silver och en försilvrad bronsfibula.

### Befolkningsutveckling
| Befolkningsutvecklingen i Danmark 1990–2020 | Befolkningsutvecklingen i Danmark 1990–2020 | Befolkningsutvecklingen i Danmark 1990–2020 | Befolkningsutvecklingen i Danmark 1990–2020 | Befolkningsutvecklingen i Danmark 1990–2020 |
| ------------------------------------------- | ------------------------------------------- | ------------------------------------------- | ------------------------------------------- | ------------------------------------------- |
|                                             |                                             |                                             |                                             |                                             |
| År                                          |                                             |                                             | Folkmängd                                   | Areal (ha)                                  |
| 1990                                        | 1990                                        |                                             | 82                                          | 5#                                          |
| 1995                                        | 1995                                        |                                             | 84                                          | 9#                                          |
| 2000                                        | 2000                                        |                                             | 87                                          | 9#                                          |
| 2005                                        | 2005                                        |                                             | 94                                          | 13#                                         |
| 2010                                        | 2010                                        |                                             | 160                                         | 21#                                         |
| 2015                                        | 2015                                        |                                             | 453                                         | 54                                          |
| 2020                                        | 2020                                        |                                             | 441                                         | 55                                          |
| Anm.: Ny tätort 2015 # Som småort.          |                                             |                                             |                                             |                                             |